# Pedicularis lhasana
Pedicularis lhasana är en snyltrotsväxtart som beskrevs av T. Yamazaki. Pedicularis lhasana ingår i släktet spiror, och familjen snyltrotsväxter. Inga underarter finns listade i Catalogue of Life.